# ISO 3166-2:VN
ISO 3166-2:VN è uno standard ISO che definisce i codici geografici delle suddivisioni del Vietnam; è un sottogruppo dello standard ISO 3166-2.
I codici, assegnati alle 58 province e alle 5 municipalità speciali del paese, sono formati da VN- (sigla ISO 3166-1 alpha-2 dello Stato), seguito da due cifre.

## Codici

### Municipalità speciali
| Codice | Città       |
| ------ | ----------- |
| VN-CT  | Cần Thơ     |
| VN-DN  | Đà Nẵng     |
| VN-HN  | Hanoi       |
| VN-HP  | Haiphong    |
| VN-SG  | Ho Chi Minh |

### Province
| Codice | Provincia       |
| ------ | --------------- |
| VN-01  | Lai Chau        |
| VN-02  | Lao Cai         |
| VN-03  | Ha Giang        |
| VN-04  | Cao Bang        |
| VN-05  | Son La          |
| VN-06  | Yen Bai         |
| VN-07  | Tuyen Quang     |
| VN-09  | Lang Son        |
| VN-13  | Quang Ninh      |
| VN-14  | Hoa Binh        |
| VN-18  | Ninh Binh       |
| VN-20  | Thai Binh       |
| VN-21  | Thanh Hóa       |
| VN-22  | Nghe An         |
| VN-23  | Ha Tinh         |
| VN-24  | Quang Binh      |
| VN-25  | Quang Tri       |
| VN-26  | Thua Thien-Hue  |
| VN-27  | Quang Nam       |
| VN-28  | Kon Tum         |
| VN-29  | Quang Ngai      |
| VN-30  | Gia Lai         |
| VN-31  | Binh Dinh       |
| VN-32  | Phu Yen         |
| VN-33  | Dak Lak         |
| VN-34  | Khanh Hoa       |
| VN-35  | Lam Dong        |
| VN-36  | Ninh Thuan      |
| VN-37  | Tay Ninh        |
| VN-39  | Dong Nai        |
| VN-40  | Binh Thuan      |
| VN-41  | Long An         |
| VN-43  | Ba Ria-Vung Tau |
| VN-44  | An Giang        |
| VN-45  | Dong Thap       |
| VN-46  | Tien Giang      |
| VN-47  | Kien Giang      |
| VN-49  | Vinh Long       |
| VN-50  | Ben Tre         |
| VN-51  | Trà Vinh        |
| VN-52  | Soc Trang       |
| VN-53  | Bac Kan         |
| VN-54  | Bac Giang       |
| VN-55  | Bac Lieu        |
| VN-56  | Bac Ninh        |
| VN-57  | Binh Duong      |
| VN-58  | Binh Phuoc      |
| VN-59  | Cà Mau          |
| VN-61  | Hai Duong       |
| VN-63  | Ha Nam          |
| VN-66  | Hung Yen        |
| VN-67  | Nam Dinh        |
| VN-68  | Phu Tho         |
| VN-69  | Thai Nguyen     |
| VN-70  | Vinh Phuc       |
| VN-71  | Dien Bien       |
| VN-72  | Dak Nong        |
| VN-73  | Hau Giang       |